# Лудвиг II фон Изенбург
Лудвиг II фон Изенбург (на немски: Ludwig II von Isenburg; * 1422; † 4 юни 1511 в Бюдинген) е граф на Изенбург и господар на Бюдинген, господар на Щайнхайм, Хьохст, Бургбрахт, Ронебург, Лангендибах и на Бюдингер Валд.
Той е син на граф Дитер I фон Изенбург-Бюдинген (ок. 1400 – 1461) и съпругата му Елизабет фон Золмс-Браунфелс (ок. 1410 – 1450), дъщеря на граф Ото I фон Золмс-Браунфелс и Агнес фон Фалкенщайн-Мюнценберг. По-малък брат е на Дитер фон Изенбург (1412 – 1482), който е архиепископ на Майнц (1459 – 1461 и 1475 – 1482).
Погребан е в манастир Мариенборн.

## Фамилия
Лудвиг II се жени на 1 декември 1455г. за графиня Мария фон Насау-Висбаден-Идщайн (* 1438; † 10 януари 1480), дъщеря на граф Йохан II фон Насау-Висбаден-Идщайн и графиня Мария фон Насау-Диленбург. Те имат десет деца:
- Анна (* 6 януари 1460; † 27 юли 1522), омъжена на 9 септември 1480 г. за граф Филип II фон Ханау-Лихтенберг (1462 – 1504)
- Маргарета (1464 – 1506)
- Мария (1465 – 1527)
- Филип (* 20 март 1467; † 22 февруари 1526), граф на Изенбург-Бюдинген-Ронебург в Келстербах (1511 – 1526), женен 1495 г. за графиня Амалия фон Ринек (1478 – 1543)
- Катарина (1468)
- Елизабет (* пр. 23 юни 1460; † ок. 1543), сгодена 1476 г. и омъжена на 27 януари 1482 г. в Бюдинген за граф Зигмунд II фон Глайхен-Тона († 1525)
- Дитер II (ок. 1470 – 1521), граф на Изенбург-Бюдинген
- Йохан V (* 1476 † 18 май 1533), граф на Изенбург-Бюдинген-Бирщайн (1511 – 1533), женен на 17 юни 1516 за Анна фон Шварцбург-Бланкенбург (1497 – 1546)
- Кунигунда
- Бригита